# Daoiz y Velarde

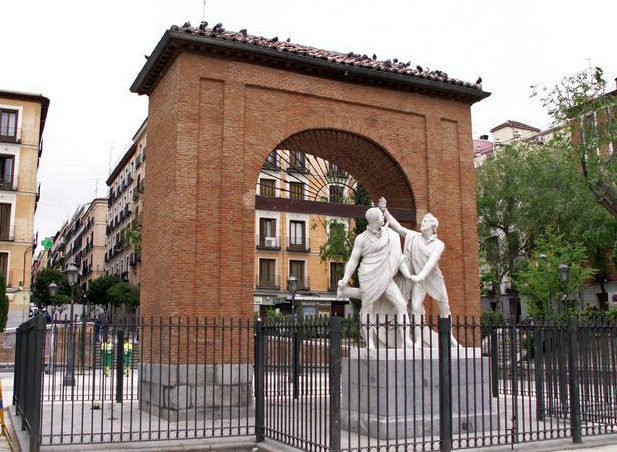
Monumento a Daoiz y Velarde en la plaza del Dos de Mayo de Madrid. Obra de Antonio Solá. El arco es la antigua puerta del Cuartel de Monteleón.

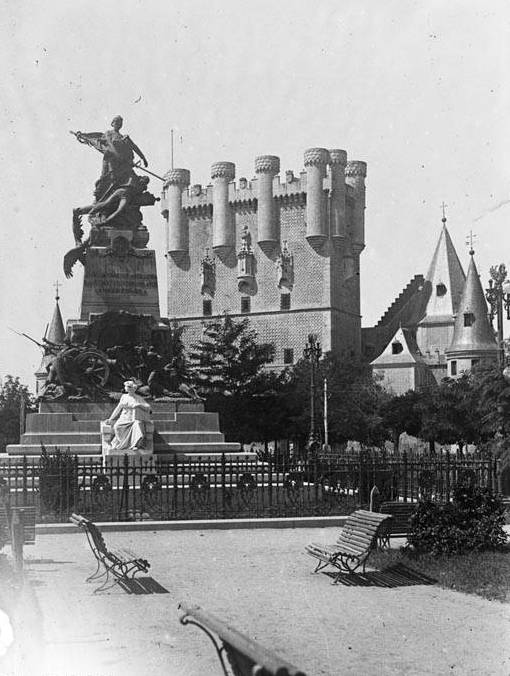
Monumento a Daoiz y Velarde en la plaza de la Reina Victoria Eugenia de Segovia (a la izquierda), junto al alcázar.

La pareja de nombres Daoiz y Velarde suele aludir a los capitanes Luis Daoiz y Torres y Pedro Velarde y Santillán, oficiales de Artillería del cuartel de Monteleón que se sumaron al levantamiento del 2 de mayo de 1808 contra las tropas francesas.
Aportaron al movimiento popular el espíritu de Estado Nacional para que se uniesen a ellos en contra de los franceses no solo el pueblo de Madrid, sino el ejército y demás estamentos. Sin ningún tipo de refuerzos resistieron hasta la muerte sin apoyo de la Junta de gobierno ni de los propios militares, pero sí fueron uno de los ejemplos de los levantamientos posteriores al 2 de mayo de Madrid.
En la plaza de la Reina Victoria Eugenia de Segovia, junto al Alcázar, se alza el Monumento a Daoíz y Velarde construido por el escultor Aniceto Marinas. y ordenado erigir en su honor por las Cortes generales del reino el 25 de julio de 1812.
También existe un grupo escultórico en la plaza del Dos de Mayo de Madrid (tallado en mármol por Antonio Solá Llansas en el año 1830), lugar donde estuvo su cuartel, y en su honor se levantó el obelisco de la Plaza de la Lealtad, actualmente Monumento a los Caídos por España. 
Los leones de las Cortes (esculturas de Ponciano Ponzano) que flanquean la entrada al Congreso de los Diputados, fundidos con el bronce de cañones capturados en la guerra de África en 1860, reciben popularmente el nombre de Daoiz y Velarde.